# Yên Thế
Yên Thế là một xã thuộc tỉnh Bắc Ninh, Việt Nam.

## Địa lý
Xã Yên Thế có vị trí địa lý:
- Phía đông giáp xã Bố Hạ
- Phía tây giáp xã Tam Tiến
- Phía nam giáp các xã Nhã Nam và Phúc Hòa
- Phía bắc giáp xã Đồng Kỳ.

Xã Yên Thế có diện tích 43,67 km², dân số 30.651 người, mật độ dân số đạt 701 người/km².

## Lịch sử
Ngày 16 tháng 6 năm 2025, Ủy ban Thường vụ Quốc hội ban hành Nghị quyết số 1658/NQ-UBTVQH15 của UBTVQH về việc sắp xếp các đơn vị hành chính cấp xã của tỉnh Bắc Ninh năm 2025. Theo đó, sắp xếp toàn bộ diện tích tự nhiên, quy mô dân số của thị trấn Phồn Xương và các xã Đồng Lạc, Đồng Tâm, Tân Hiệp, Tân Sỏi thành xã mới có tên gọi là xã Yên Thế.